# Hypotacha
Hypotacha is een geslacht van vlinders van de familie spinneruilen (Erebidae), uit de onderfamilie Catocalinae.

## Soorten
- H. alba Kühne, 2005
- H. austera Kühne, 2004
- H. boursini Warnecke, 1937
- H. brandbergensis Kühne, 2004
- H. bubo Berio, 1941
- H. catilla Kühne, 2004
- H. fiorii Berio, 1943
- H. idecisa Walker, 1857
- H. indecisa Walker, 1858
- H. isthmigera Wiltshire, 1968
- H. nigristria (Hampson, 1902)
- H. ochribasalis (Hampson, 1896)
- H. parva Kühne, 2004
- H. pulla Kühne, 2004
- H. raffaldii Berio, 1939
- H. retracta (Hampson, 1902)